# Pfergacker
Pfergacker ist ein Gemeindeteil der Stadt Goldkronach im Landkreis Bayreuth (Oberfranken, Bayern). Pfergacker liegt in der Gemarkung Nemmersdorf.

## Geografie
Die Einöde liegt am Westhang eines Ausläufers des Fichtelgebirges. Ein Anliegerweg führt zur Kreisstraße BT 12 bei Kreuzstein (0,6 km südwestlich).

## Geschichte
Bei der Vergabe der Hausnummern erhielt Pfergacker die Nummer 10 des Ortes Reuth.
Von 1797 bis 1810 unterstand Pfergacker dem Justiz- und Kammeramt Gefrees. Infolge des Ersten Gemeindeedikts wurde Pfergacker dem 1812 gebildeten Steuerdistrikt Nemmersdorf und der zugleich entstanden Ruralgemeinde Reuth zugewiesen. Mit dem Zweiten Gemeindeedikt (1818) wurde Pfergacker in die Ruralgemeinde Nemmersdorf eingegliedert. Im Zuge der Gebietsreform in Bayern wurde Pfergacker am 1. Juli 1972 nach Goldkronach eingemeindet. Am 1. April 2015 wurde Pfergacker amtlicherseits ein Gemeindeteil von Goldkronach.